# نازية

تم إنشاء الصليب المعقوف باعتباره العلم الوطني من قبل الحزب النازي رسميًا في عام 1935.

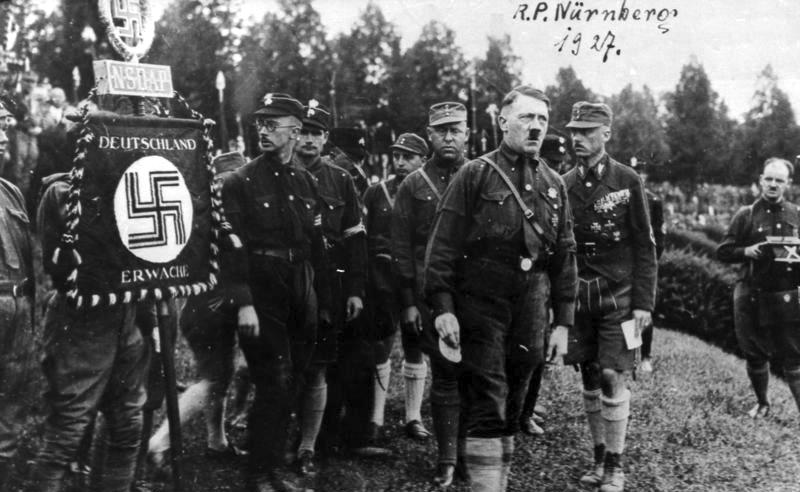
أدولف هتلر في عام 1927 كمتحدث في مؤتمر حزب الرايخ الثالث.

النازية (بالإنجليزية:Nazism وأيضًا Naziism) هو الاسم المختصر للحزب الاشتراكي الوطني الألماني (بالألمانية: Nationalsozialismus) هي أيديولوجية وممارسات سياسية شمولية يمينية متطرفة مرتبطة بأدولف هتلر والحزب النازي (NSDAP) في فترة ألمانيا النازية. خلال فترة صعود هتلر إلى السلطة في أوروبا في ثلاثينيات القرن العشرين، كان يُشار إليها كثيرًا باسم الهتلرية (بالألمانية: Hitlerfaschismus) أما المصطلح اللاحق «النازية الجديدة» يُطلق على الجماعات اليمينية المتطرفة الأخرى التي لديها أفكار مماثلة والتي تشكلت بعد الحرب العالمية الثانية.
النازية هي شكل من أشكال الفاشية، مع إزدراء الديمقراطية الليبرالية والنظام البرلماني. وتشتمل على الديكتاتورية، معاداة السامية، معاداة الشيوعية، معاداة السلافية، عنصرية علمية، سيادة البيض، نوردية، داروينية اجتماعية واستخدام تحسين النسل. نشأت قوميتها المتطرفة في القومية الجرمانية والحركة القومية العرقية فولكيش التي كانت جانبًا بارزًا من القومية الألمانية منذ أواخر القرن التاسع عشر. تأثرت النازية بشدة بجماعات فرايكوربس شبه العسكرية التي ظهرت بعد هزيمة ألمانيا في الحرب العالمية الأولى، والتي جاء منها "أسلوب العنف" الكامن وراء الحزب. ولقد أيدت النظريات العلمية الزائفة حول تسلسل هرمي عنصري، وحددت جنس الألمان العرقيين الذي اعتبره النازيون عرقًا آريًا أو شماليًا كجنس سائد والأعلى في التسلسل الهرمي. سعت النازية إلى التغلب على الانقسامات الاجتماعية وإنشاء مجتمع ألماني متجانس قائم على النقاء العرقي الذي يمثل مجتمع الشعب. كان النازيون يهدفون إلى توحيد جميع الألمان الذين يعيشون في الأراضي الألمانية تاريخيًا، بالإضافة إلى الحصول على أراضٍ إضافية للتوسع الألماني بموجب عقيدة ليبنسراوم. وإستبعاد أولئك الذين اعتبروهم إما أجانب في المجتمع أو أعراق أدنى.
مصطلح «الإشتراكية الوطنية» في اسم الحزب نشأ بسبب نتيجة محاولات إعادة تعريف قومي للاشتراكية، كبديل لكل من الاشتراكية الدولية، الماركسية ورأسمالية السوق الحرة. رفضت النازية المفاهيم الماركسية للصراع الطبقي والمساواة العالمية، وعارضت كذلك الأممية العالمية، وسعت إلى إقناع جميع أجزاء المجتمع الألماني الجديد بإخضاع مصالحهم الشخصية لـ الصالح العام، وقبلت المصالح السياسية كأولوية رئيسية للتنظيم الاقتصادي، والتي تميل إلى مطابقة النظرة العامة للجماعية أو المجتمعانية بدلاً من الاشتراكية الاقتصادية. تأسس حزب العمال الألماني القومي والمعادي للسامية (DAP) في 5 يناير 1919، وهو سلف الحزب النازي. بحلول أوائل عشرينيات القرن العشرين، تم تغيير اسم الحزب إلى حزب العمال الألماني الاشتراكي الوطني من أجل كسب العمال اليساريين، واعترض هتلر على إعادة التسمية هذه في البداية. تم إعتماد البرنامج الوطني الاشتراكي، أو كما عرف بـ 25 نقطة، في عام 1920، ودعا إلى توحيد ألمانيا الكبرى التي تحرم اليهود أو المنحدرين من أصل يهودي من الجنسية الألمانية، بينما تدعم أيضًا إصلاح الأراضي وتأميم بعض الصناعات. في كتاب كفاحي، الذي نُشر في 1925-1926، أوضح هتلر معاداة السامية ومعاداة الشيوعية في قلب فلسفته السياسية بالإضافة إلى ازدرائه للديمقراطية التمثيلية، ولهذا اقترح مبدأ الفوهرر (مبدأ القائد)، وإيمانه بحق ألمانيا في التوسع الإقليمي من خلال الليبنسراوم.
فاز الحزب النازي بأكبر حصة من الأصوات الشعبية في الانتخابات العامة للرايخستاغ عام 1932، مما جعله أكبر حزب في المجلس التشريعي، وإن كان لا يزال أقل من الأغلبية المطلقة (37.3% في إنتخابات 31 يوليو 1932 و33.1% في إنتخابات 6 نوفمبر 1932). ونظرًا لعدم رغبة أي من الأحزاب أو قدرتهم على تشكيل حكومة إئتلافية، تم تعيين هتلر مستشارًا لألمانيا في 30 يناير 1933 من قبل الرئيس بول فون هيندنبورغ من خلال دعم وتواطؤ القوميين المحافظين التقليديين الذين اعتقدوا أنهم قادرون لاحقًا على السيطرة عليه وعلى حزبه. مع استخدام المراسيم الرئاسية الطارئة من قبل هيندنبورغ وتغيير دستور فايمار للسماح لمجلس الوزراء بالحكم بمرسوم مباشر، وبعد تجاوز كل من هيندنبورغ والرايخستاغ، سرعان ما أنشأ النازيون دولة حزب واحد وبدأوا الجلايش شالتونج.
عملت كتيبة العاصفة (SA) وقوات الأمن الخاصة النازية (SS) كمنظمات شبه عسكرية تابعة للحزب النازي. باستخدام قوات الأمن الخاصة، قام هتلر بتطهير فصائل الحزب الأكثر تطرفًا اجتماعيًا واقتصاديًا في ليلة تعرف بإسم ليلة السكاكين الطويلة في منتصف عام 1934، بما في ذلك أشخاص من قيادة كتيبة العاصفة. وبعد وفاة الرئيس هيندنبورغ في 2 أغسطس 1934، تركزت السلطة السياسية في يد هتلر بالكامل وأصبح رئيس دولة ألمانيا وكذلك رئيس الحكومة، بألقاب «فوهرر و رايخسكانتسلور» والتي تعني «القائد ومستشار ألمانيا» (طالع أيضًا: الاستفتاء الألماني 1934). ومنذ تلك اللحظة، أصبح هتلر دكتاتور ألمانيا النازية - المعروفة أيضًا باسم الرايخ الثالث - وتم في ظل حكمه تهميش أو سجن أو قتل اليهود والمعارضين السياسيين وغيرهم من العناصر «غير المرغوب فيها». خلال الحرب العالمية الثانية، تمت إبادة ملايين عديدة من الأشخاص - بما في ذلك حوالي ثلثي السكان اليهوديين في أوروبا - في نهاية المطاف في إبادة جماعية أصبحت تعرف باسم الهولوكوست. في أعقاب هزيمة ألمانيا في الحرب العالمية الثانية واكتشاف المدى الكامل للهولوكوست، أصبحت الإيديولوجية النازية وصمة عار على مستوى العالم. ويُنظر إليها الآن على نطاق واسع على أنها غير أخلاقية وشريرة، حيث لا يوجد سوى عدد قليل من الجماعات العنصرية الهامشية، التي يشار إليها عادة بالنازيين الجدد، الذين يصفون أنفسهم بأنهم أتباع الاشتراكية القومية.

## أصل الكلمة

شكل شارة الحزب النازي

كان الاسم الكامل للحزب النازي هو "حزب العمال الوطني الاشتراكي الالماني" (بالألمانية:Nationalsozialistische Deutsche Arbeiterpartei). واستعملوا الاختصار الرسمي NSDAP. كان الدافع من تغيير اسم حزب العمال الألماني (DAP) إلى حزب العمال الوطني الاشتراكي الألماني (NSDAP) هو الرغبة في الاستفادة من اليسارية واليمينية على حد سواء، حيث جذبت كلمتا "الاشتراكي" و"العمال" اليساريين، و"الوطني" و"الألماني" اليمينيين. كان مصطلح "نازي" قيد الاستخدام قبل ظهور الحزب النازي الألماني، ككلمة عامية مهينة للمزارعيين أو القرويين. كانت تحمل معنى شخص غريب الأطوار وأخرق، أي شخص ريفي. في هذا السياق كانت كلمة "نازي" اسم دلع للاسم الألماني إيغناتز ، الذي كان شائعًا في ذلك الوقت في بافاريا، المنطقة التي نشأ منها الحزب النازي.
في عشرينيات القرن العشرين، استغل المعارضون السياسيون للحزب النازي في الحركة العمالية الألمانية هذه الفرصة. مثلما استُعمل الاختصار "Sozi" في اسم الحزب، والذي يعني Sozialist (بالألمانية:اشتراكي)، اختصروا هم كذلك اسم الحزب الوطني الاشتراكي الألماني إلى الكلمة المسيئة "نازي" فقط، وذلك من أجل ربطهم بالاستخدام المهين للمصطلح المذكور أعلاه. أول استخدام لمصطلح "نازي" من قبل الاشتراكيين الوطنيين حدث في عام 1926 في منشور ليوزيف غوبلز بعنوان Der Nazi-Sozi (النازي الاشتراكي). في كتيب يوزف، تظهر كلمة "نازي" فقط عندما ترتبط بكلمة "Sozi" كاختصار لـ "الاشتراكية الوطنية".
بعد صعود الحزب النازي إلى السلطة في ثلاثينيات القرن العشرين، أصبح استخدام مصطلح "النازي" بمفرده أو في مصطلحات مثل "ألمانيا النازية" و"النظام النازي" وما إلى ذلك شائعًا بين المنفيين الألمان خارج البلاد، ولكن ليس في ألمانيا. عن طريقهم انتشر المصطلح إلى لغات أخرى، ثم عاد في نهاية المطاف إلى ألمانيا بعد نهاية الحرب العالمية الثانية. اعتمد الحزب النازي لفترة وجيزة تسمية "النازي" في محاولة لتلطيف واعادة معنى المصطلح. مثال على ذلك هو سلسلة المقالات التي نشرها ليوبولد فون ميلدنشتاين في جريدة فولكشر بيوباختر بعنوان نازي يسافر الى فلسطين في عام 1934. ولكن سرعان ما تخلوا عن هذا الجهد وتجنبوا عمومًا استخدام المصطلح أثناء وجودهم في السلطة. في كل الحالات، أشار المؤلفون عادة إلى أنفسهم باعتبارهم "اشتراكيين وطنيين" وإلى حركتهم باعتبارها "الاشتراكية الوطنية"، ولكنهم لم يشيروا قط إلى أنفسهم باعتبارهم "نازيين". كانت أيضًا مجموعة المحادثات لهتلر من عام 1941 إلى عام 1944 بعنوان "أحاديث طاولة هتلر" لا تحتوي على كلمة "نازي". لم يستخدم هيرمان غورينغ في خطاباته مصطلح "نازي" أبدًا. كتبت ميليتا ماشمان، زعيمة شباب هتلر، كتابًا عن تجربتها بعنوان Account Rendered (الحساب المقدم). لم تكن تشير إلى نفسها في الكتاب باعتبارها "نازية"، على الرغم من أنها كانت تكتب بشكل مستمر بعد الحرب العالمية الثانية. في عام 1933، أجاب 581 عضوًا من الحزب الوطني الاشتراكي على أسئلة مقابلة طرحها عليهم البروفيسور ثيودور آبل من جامعة كولومبيا. ولم يُطلقوا على أنفسهم لقب "نازيين".

## النشأة
الهزيمة في الحرب العالمية الأولى، معاهدة فيرساي، أزمة الكساد الاقتصادي، اتهام مراكز القوى المتمثلة في الديموقراطيون الاشتراكيون وحكومة فايمار ببيع ألمانيا، كل هذه الأحداث الصعاب أدت إلى التفكير في ضرورة وجود حزب يعمل على اتحاد العمال، ورفع الاقتصاد من كبوته ورفع نسبة الشعور والانتماء الوطني للشعب الألماني بعدما أحبطته هزيمة الحرب العالمية الأولى، وعملت على تشكيل النواة الأولى للفكر العمالي الاشتراكي الألماني.
5 يناير 1919، قام آنتون دريكسلر والصحفي كارل هارير بتأسيس حزب العمل الألماني في ميونخ.
في أحد اجتماعات ميونخ، سبتمبر 1919، كان المتحدث الرئيسي هو جوتفريد فيدير وحالما أنهى حديثه قام أحد الحضور واقترح أن بافاريا يجب أن تنفصل عن بروسيا والنمسا كأمة مستقلة. وكان أدولف هتلر من بين الجمهور الذي حضر هذا الاجتماع، وطبقا لما أورده هتلر في كتابه كفاحي فإنه هب قائما لكي يضحد الجدال الذي نشأ نتيجة للاقتراح الذي قدمه العضو، فاقترب منه دريكسلر ووضع كتيبا في يده وكان عنوانه " يقظتي السياسية "، وكما ذكر هتلر في كتابه، فإن هذا الكتيب قد كان له أثر عميق في قراراته. لاحقا في ذلك اليوم استلم هتلر بطاقة بريدية تخبره بأنه قد تم قبوله في حزب العمل الألماني، وبعدما فكر مليا -كما يذكر هتلر- قرر الانضمام للحزب.
باكرا في عام 1920 قام دريكسلر بتغيير لاسم الحزب كما أوصى هتلر من حزب العمل الألماني إلى حزب العمل القومي الاشتراكي الألماني (NSDAP).
في عام 1921 أصبح هتلر قائدا للحزب لما تمتع به من مهارات تنظيمية وقدرة على الخطابة.
في صيف نفس العام سافر هتلر إلى برلين Berlin ليلتقي بالاشتراكيين الألمان من جنوب ألمانيا، وبينما كان هتلر غائبا، قام أعضاء من لجنة الحزب يقودهم دريكسلر بنشر كتيب اتهام لهتلر، يتهمونه بالبحث عن القوة الشخصية بغض النظر عن أي اعتبارات أخرى، وعلى الفور أقام هتلر برفع دعوى سب وتشهير، مما أجبر دريكسلر على إنكار ما فعل في مؤتمر عام، ومنذ ذلك الحين عين دريكسلر في منصب رئيس شرفي للحزب إلى أن تركه في عام 1923.
بدءا من عام 1924 بدأ الحزب باكتساب جماهيرية عريضة وتكونت خلايا حزبية نازية في الجنوب ثم توحدت مع المركز في ميونخ، وكان هتلر يحلم بإقامة ألمانيا عظمى القائمة على أساس سيادة الجنس الآري وتفوقه.
فاز الحزب النازي في انتخابات 12 ديسمبر 1929 وتسلق البرلمان الألماني وكان عدد أعضائه 276 من أصل 387 نائب وبذلك قويت شوكة الحزب وازداد نفوذه في الدولة الألمانية.
كانت رؤيا الحزب واسسه المبنية على التنظيم والعدالة الذريعة الأولى لاحتلاله مناطق واسعه.
وانتهى به المطاف إلى دخول الحرب العالمية الثانية (1939_1945) التي حدثت جرّاء عدة أسباب، والتي كانت نهاية المطاف لسيرته في حكم ألمانيا لاكثر من 15 عام.
قادة الحزب النازي انتهى بهم المطاف إلى الانتحار مثل رئيسهم ادولف هتلر وتم تاسيس محكمة في مدينة نورمبرغ بعد سقوط الحكم النازي مع انتهاء الحرب العالمية الثانية عام 1945 أعلن بأن الحزب النازي غير قانوني في ألمانيا، ويمنع استعمال رموزه ونشر أفكاره.

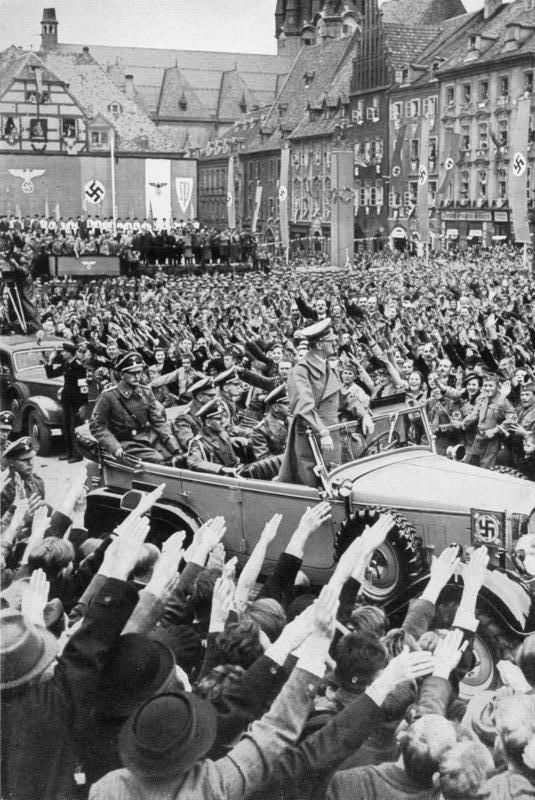
إستقبال هتلر في ألمانيا عام أكتوبر 1938

## الأيديولوجيا
أصبح المصطلح «نازية» وصفاً للأيديولوجية التي اتخذها ذلك الحزب في سنوات ال – 20 وال - 30 من القرن العشرين. والمبنية على العنصرية والتشدد ضد الأعراق الأخرى وكذلك على علوّ أجناس بشرية معينة على أجناس أخرى. وآمنت بقمع وحتى بإبادة الأعراق الدنيا، وبالمقابل الحفاظ على «طهر» الأعراق العليا. وصل الحزب النازي إلى الحكم في ألمانيا عام1933 بقيادة أدولف هتلر. شرع هذا باستعمال القوة لتحقيق أيديولوجيته. كان اليهود بالنسبة لهتلر في أدنى سلّم الأعراق البشرية. بدأ هتلر بتنفيذ برنامجه بإبادة شعوب ومجموعات بشرية أخرى وعلى رأسهم اليهود. أطلق على عملية الإبادة اسم «المحرقة» «الهولوكوست». كما وضعت خطط لاحتلال المناطق التي يسكنها السلاف شرق ألمانيا، وجعلها مستعمرات ألمانية ضمن ما سمي بال (Lebensraum) أي حيز المعيشة، واستعباد شعوبها الأصليين لدعم الأقتصاد الألماني.

## الضحايا

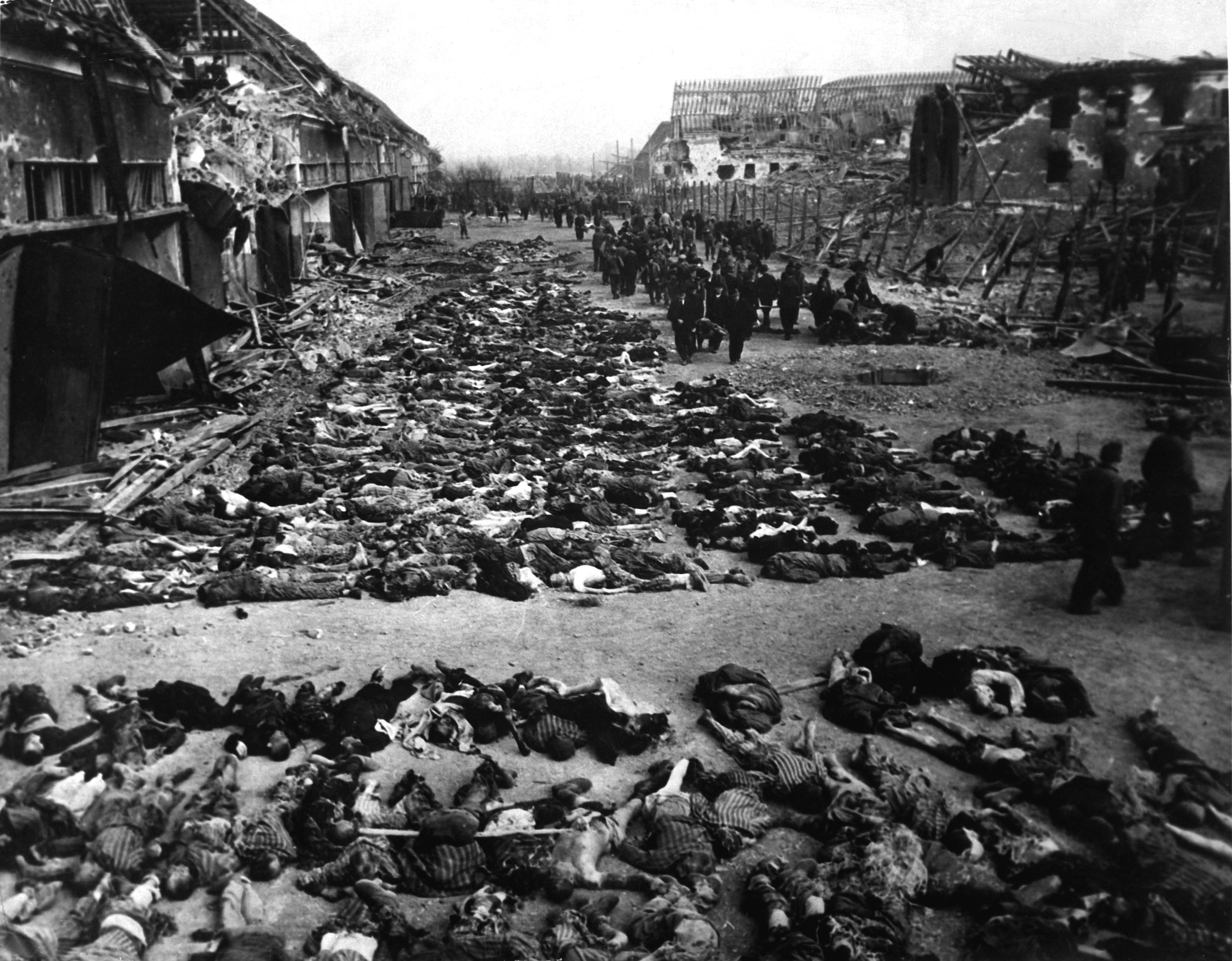
جثة 1400 معتقل في أحد سجون النازية، عثرت عليهم القوات البريطانية عند دخولها ألمانيا. معظمهم قتلوا في الغارات الجوية أو ماتوا جوعا.

لا يعرف بالضبط عدد ضحايا النازية ولكن اتبع أن يشار إلى عدد الضحايا اليهود حوالي 6 مليون، و9 -20 مليون من الشعوب والمجموعات الأخرى: 3 مليون بولندي و3 مليون جندي أسير روسي وحوالي مليون من الغجر، بالإضافة إلى مئات الآلاف من المقعدين والعاجزين وغيرهم.

## المحرقة
بدأت المحرقة في المرحلة الأولى (1933 – 1939)،
كانت المعاملة مع الأعراق الدنيا أشد. فبعد احتلال بولندا من قبل ألمانيا أقيمت هناك معسكرات الاعتقال للمعارضين، وصدرت تعليمات جديدة بالنسبة لليهود تشمل سياسة طردهم من أراضي ألمانيا إلى بولندا المحتلة، وحرمانهم من الحقوق ومن ممارسة حياة اقتصادية وتحويلهم إلى عمال فقط. وتم اعتقال الكثير منهم وأقيمت معسكرات الاعتقال. كان هدفها تجميعهم في سجون كبيرة وفصلهم عن باقي السكان وتطهير مناطق من الأقليات. لكن لم تبدأ بعد خطة الإبادة. مع بداية الغزو النازي للاتحاد السوفييتي اتخذ القرار بإبادة الغجر في كل مكان يتم احتلاله. هناك تم قتل ما يناهز عشرة آلاف إنسان. في المرحلة الأولى تم القتل بالرصاص بعد نقلهم من قراهم إلى مكان بعيد ودفنهم في الغابات. وفي وقت لاحق ابتكروا طريقة الإبادة بواسطة شاحنات الغاز، حيث أدخلوا الغاز القاتل إلى داخل الشاحنة المحملة بحوالي سبعين شخصاً خلال سفرها من القرية إلى الغابة وهناك يتم دفنهم. بحث النازيون عن طرق أسرع وأسهل وأقل كلفة. فأنشئوا المراكز الثابتة للإبادة ولحرق الجثث. ففي المرحلة الثالثة (1941 – 1943) أقيمت معسكرات إبادة، نقل المحكوم عليهم بالإبادة من القرى – خاصة في شرق أوروبا – إلى معسكرات الإبادة بواسطة القطارات. هناك تم قتلهم بالغاز وإحراق جثثهم. معسكر تريبلينكا أقيم بمكان ناء وظل مخفياً خلال الحرب العالمية، تمّ فيه إبادة أكثر من 800 ألف شخص. عام 1942 أقيم أكبر معسكر إبادة هو معسكر أوشفيتس. كان يتسع لحوالي 100 ألف أسير في نفس الوقت. كان به خمس مبان لحرق الجثث وغرف غاز. في كل يوم تمت به عدة جولات إبادة. في كل جولة عشرات الآلاف من الضحايا. بعد القتل بالغاز الذي يستمر عشرين دقيقة فقط تنقل الجثث إلى المحرقة.
أوشفيتس، أصبح رمز خطة «الحل النهائي» لليهود كما أراده النازيون، فيه تمت إبادة مليون ونصف شخص.